# نهایه الارب فی فنون الادب
نهایه الارب فی فنون الادب، نوشته شهاب‌الدین احمد بن عبدالوهاب بن محمد بن نویری است که در ۳۰ جلد تألیف شده‌است. اطلاعات این کتاب شامل اخبار دولت فاطمی، سلجوقیان، ایوبیان و ممالیک است، یعنی همه دولت‌های درگیر در جنگ‌های صلیبی به جز دولت زنگیان. نویری نزدیک به دو سوم کتاب را به مباحث تاریخی اختصاص داده و این بخش، تاریخ عمومی جهان را از آغاز آفرینش و حوادث تاریخ اسلام تا سال ۷۳۱ ق را در برمی‌گیرد. نویری در وقایع‌نگاری دورهٔ اسلامی، شیوه سنتی سال‌شمار را کنار نهاده و تقسیم‌بندی دودمانی را برگزیده است، اما در ضمن هر موضوع، توالی زمانی و شیوهٔ سال‌شمار را نیز رعایت کرده‌است.